# Аминта IV
Аминта IV (др.-греч. Ἀμύντας Δ`; около 365 года до н. э. — казнён в 336 году до н. э.) — сын Пердикки III, по одной из версий, македонский царь в 360/359—357 годах до н. э.

## Биография
Аминта родился в семье македонского царя Пердикки III около 365 года до н. э. Пердикка III погиб в 360 или 359 году до н. э., когда Аминта был ещё слишком мал, чтобы править Македонией, которой грозила угроза завоевания со стороны соседних племён. В античных источниках существуют две противоположные версии относительно того, кто наследовал трон после гибели Пердикки III. Диодор Сицилийский писал, что Филипп II, который правил македонянами 24 года, после смерти брата бежал из фиванского плена, где он находился в качестве почётного заложника, и наследовал царство, «находящееся в плохом состоянии». Юстин утверждал, что Филипп II «долгое время правил не как царь, а как опекун ребёнка» и принял власть лишь «под давлением народа». С этим утверждением согласуется фрагмент из сочинений Сатира Перипатетика, который процитировал Афиней о том, что Филипп II был царём 22 года.
Косвенно, версию о формальном царствовании Аминты подтверждают данные эпиграфики. Так, в одной из надписей из Лебадеи в Беотии 359/358 года до н. э. написано «Аминта, сын Пердикки, царь македонян» В историографии существуют различные мнения относительно того, был ли Аминта формальным царём. Так, Ф. Шахермайр и И. Ш. Шифман считал, что он, хоть и не достиг шестилетнего возраста, был провозглашён царём, а через несколько лет, предположительно около 357 года до н. э., общевойсковое собрание передало царскую власть Филиппу II. Н. Хаммонд, Г. Т. Гриффит и Й. Уортингтон отвергали возможность гипотетического царствования Аминты. Они считали, что Пердикке III наследовал Филипп II. Ю. Борза был не столь однозначен в своих выводах. Он указывал, что данные из источников могут быть согласованы. Диодор мог писать о 24-летнем правлении Филиппа II, отсчитывая этот срок от его фактического прихода к власти. Сатир Перипатетик, возможно, указывал о 22-летнем царствовании после коронации. В любом случае, по мнению историка, данный вопрос не является принципиальным. Несомненно, Филипп II получил реальную власть после гибели брата Пердикки III, в то время как его малолетний племянник Аминта не мог физически влиять на те или иные политические решения дяди в силу своего малого возраста.
Впоследствии Аминта жил в безопасности при македонском дворе. Филипп II даже, предположительно между 338 и 336 годами до н. э., выдал за него замуж свою дочь от иллирийской принцессы Аудаты Кинану. В этом браке родилась дочь Адея, которая впоследствии на короткое время стала царицей и фактической правительницей Македонии. Этот брак свидетельствует о том, что Филипп II не воспринимал Аминту в качестве одного из своих соперников. Более того, по одной из версий, Филипп II на фоне размолвки с сыном Александром рассматривал племянника в качестве потенциального наследника.
После убийства Филиппа II в 336 году до н. э. часть македонян рассматривали Аминту в качестве нового царя. В связи с этим при воцарении Александра Аминта был казнён по обвинению в заговоре среди лиц, которые могли угрожать молодому царю.

### Исследования
- Борза Ю. История античной Македонии (до Александра Великого) / пер. с англ. М. М. Холода при участии А. Бодрова, О. и В. Иванцовых, 3. Барзах; научная ред. и вступ. статья М. М. Холода; приложения М. М. Холода, Э. Д. Фролова и Ю. Н. Кузьмина. — СПб.: Нестор-История, 2013. — 592 с. — (Историческая библиотека). — ISBN 978-5-44690-015-2.
- Киляшова К. А. Политическая роль женщин при дворе македонских царей династии Аргеадов. Диссертация на соискание учёной степени кандидата исторических наук / Научный руководитель доктор исторических наук, профессор Э. В. Рунг. — Казань: Казанский (Приволжский) федеральный университет, 2018.
- Уортингтон Й[нем.]. Филипп II Македонский. — СПб. — М.: Евразия — ИД Клио, 2014. — 400 с. — ISBN 978-5-91852-053-6.
- Hammond N. G. L., Griffith G. T. A History of Macedonia (англ.). — Oxford: Clarendon Press, 1979. — Vol. II: 550-336 B.C.. — ISBN 0-l9-814814-3.
- Шахермайр Ф. Александр Македонский. — Ростов н/Д.: Феникс, 1997. — 576 с. — ISBN 5-85880-313-Х.
- Шифман И. Ш. Александр Македонский / ответственный редактор Э. Д. Фролов. — Л.: Наука, 1988. — ISBN 5-02-027233-7.
- Heckel W. Who's Who in the Age of Alexander and his Successors. From Chaironea to Ipsos (338—301 BC) (англ.). — Barnsley: Greenhill Books, 2021. — 554 p. — ISBN 978-1-78438-648-1.